# داوید توث
داوید توث (انگلیسی: Dávid Tóth؛ زادهٔ ۲۱ فوریهٔ ۱۹۸۵) قایقران کانو اهل مجارستان است.
وی در مسابقات کشوری و بین‌المللی در مجموع برندهٔ ۱ مدال طلا، ۳ مدال نقره، ۲ مدال برنز شده‌است.